# Panthera leo atrox
Il leone americano (Panthera leo atrox Leidy, 1853), noto anche come leone nordamericano o leone delle caverne americano, è un felide estinto conosciuto per i fossili ritrovati. Vissuto nel Pleistocene, era originario nel Nord America, successivamente migrato anche nel Sud America nel corso del Grande scambio americano. 
È da considerarsi uno dei più grandi felini mai esistiti, nonché il più grande leone della storia, leggermente più grande anche del leone delle caverne primitivo del Pleistocene inferiore e medio (Panthera leo fossilis); in confronto alle attuali sottospecie viventi di leone, aveva delle dimensioni e un peso di circa il 25% superiore.

## Descrizione
La lunghezza del corpo del leone americano è stata stimata sui 180–250 cm, la coda invece fino a 100 cm e un'altezza alla spalla pari a 1,50 m. Essendo dotato di zampe in proporzione più lunghe delle altre specie di leoni, si ritiene che fosse più incline o capace di predare animali veloci. Il peso dell'animale è stato stimato tra i 190 kg delle più piccole femmine, fino ai 340–360 kg dei maschi più grandi, mentre un maschio dell'odierno leone africano pesa mediamente 190–240 kg. Possedeva inoltre, rispetto alle dimensioni del corpo, la scatola cranica più grande fra tutti i felini mai esistiti: ciò comportava probabilmente una maggiore intelligenza.
Il Leone nordamericano era un predatore formidabile: non a caso è considerato d'altro canto il più grande e potente felino mai esistito (titolo che condivide con Smilodon populator e la tigre di Ngandong), nonché rivale dell'orso dal muso corto (Arctodus simus) per quanto riguarda le specie predate.
Circa un centinaio di esemplari di leone americano sono stati recuperati dalle pozze di catrame di La Brea, a Los Angeles, cosicché la sua struttura corporea è ben conosciuta. L'aspetto e i denti dell'estinto leone americano ricordano moltissimo quelli dei leoni moderni, ma erano considerevolmente più grandi e privi di criniera, anche se alcuni maschi ne avevano una molto piccola.

## Areale

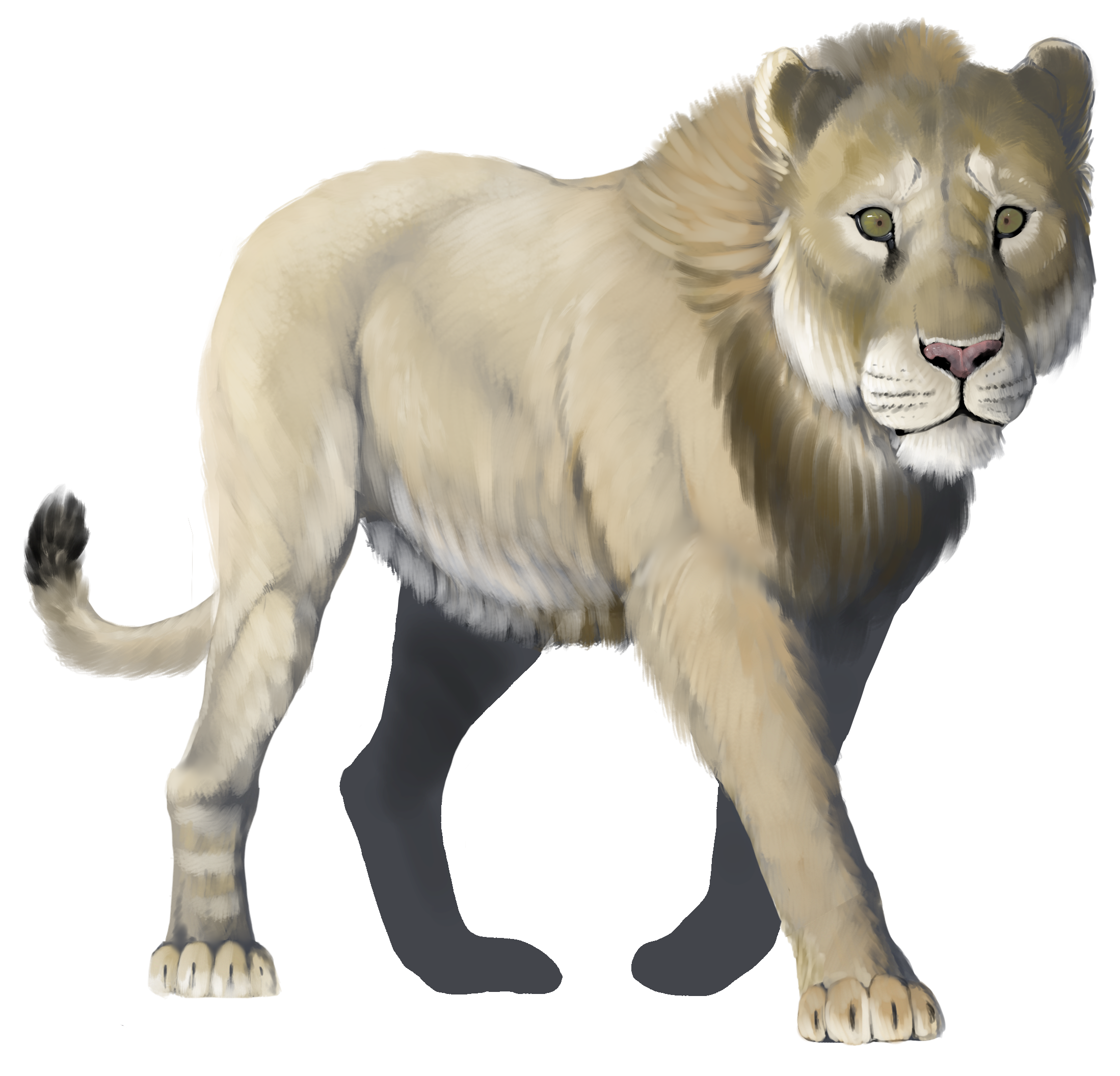
Ricostruzione di un leone americano.

A sud dell'Alaska, il leone americano fece la sua prima comparsa durante il Sangamoniano (l'ultimo interglaciale). Dopo quel periodo si diffuse nelle Americhe dall'Alaska al Perù, rimanendo assente solamente nel Nordamerica orientale e nella Florida peninsulare. Come molti altri grandi mammiferi, si estinse alla fine del Pleistocene, circa 10.000 anni fa. In quel periodo il leone americano fu uno dei membri più abbondanti della megafauna pleistocenica, la grande varietà di mammiferi di grandi dimensioni che visse durante il Pleistocene. I suoi resti sono più comuni nello Yukon e nelle pozze di catrame di La Brea. Questi ultimi resti, però, sono abbastanza più rari di quelli del più famoso Smilodon (la tigre dai denti a sciabola) o dei Canis dirus (lupi terrificanti), il che suggerisce una maggiore abilità nell'evitare le trappole o che questi animali abbiano usato strategie di caccia diverse solitamente evitando le prede intrappolate.

## Ambiente

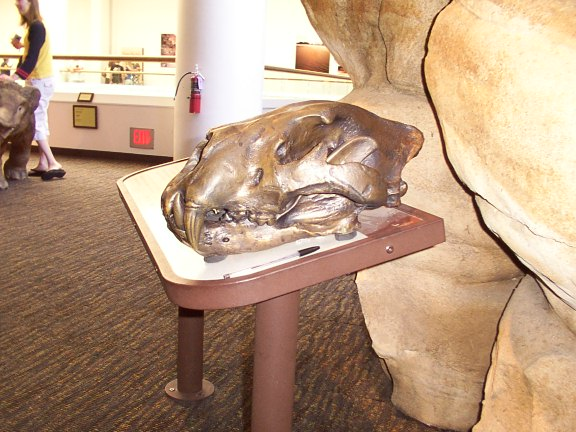
Calco in bronzo di un cranio di leone americano al museo di storia naturale di San Diego (mostrato con una penna a sfera per dimostrare la scala).

In alcune zone del proprio areale i leoni americani vissero in ambienti dalle condizioni climatiche gelide. Probabilmente usarono le caverne o altre fenditure per ripararsi dal freddo. Potrebbero anche aver foderato le loro tane con erba o foglie, come fa la tigre siberiana, un altro grande felino che vive tuttora nel nord.
I leoni americani predavano probabilmente cervi, cavalli nordamericani (ora estinti), bisonti americani, mammuth ed altri grandi animali erbivori.
In base ad alcune ricerche, si ritiene che cacciasse in coppia o da solo, in quanto i fossili sinora ritrovati nelle pozze di catrame sono divisi uniformemente sia per età che per sesso, senza dubbio improbabile se avesse predato in branchi numerosi come gli odierni leoni africani.
La loro estinzione va collegata con l'estinzione olocenica, che spazzò via la maggior parte delle prede della megafauna. Le loro ossa sono state anche ritrovate tra i rifugi dei nativi americani paleolitici, il che fa credere che anche la caccia da parte degli uomini può aver contribuito al loro declino.
Una rappresentazione delle mascelle del primo esemplare di leone americano ad essere stato scoperto può essere vista nelle mani di una statua del paleontologo Joseph Leidy, attualmente posta fuori dell'Accademia di Scienze Naturali di Filadelfia.

## Classificazione
Attualmente, il leone americano viene considerato una sottospecie di leone, con il nome scientifico di Panthera leo atrox, che in latino significa leone spaventoso o crudele; occasionalmente, però, viene considerato una specie a tutti gli effetti, con il nome di Panthera atrox. Almeno un'autorità considera il leone delle caverne più strettamente imparentato con la tigre, citando un paragone tra le forme del cranio (Groiss, 1996); recenti ricerche genetiche hanno però dimostrato che il leone americano ha relazioni genetiche più strette con il leone europeo, più che con i felini moderni. La filogenesi di questa specie è tuttora dibattuta.